# Рор (Нижний Рейн)
Рор (фр. Rohr) — коммуна на северо-востоке Франции в регионе Гранд-Эст (бывший Эльзас — Шампань — Арденны — Лотарингия), департамент Нижний Рейн, округ Саверн, кантон Буксвиллер. До марта 2015 года коммуна административно входила в состав упразднённого кантона Трюштерсайм (округ Страсбур-Кампань).
Площадь коммуны — 3,34 км², население — 277 человек (2006) с тенденцией к стабилизации: 266 человек (2013), плотность населения — 79,6 чел/км².

## Население
Население коммуны в 2011 году составляло 271 человек, в 2012 году — 268 человек, а в 2013-м — 266 человек.
| 1962 | 1968 | 1975 | 1982 | 1990 | 1999 | 2006 | 2008 | 2011 | 2012 | 2013 |
| ---- | ---- | ---- | ---- | ---- | ---- | ---- | ---- | ---- | ---- | ---- |
| 189  | 183  | —    | —    | 215  | 269  | 277  | 279  | 271  | 268  | 266  |

Динамика населения:

## Экономика
В 2010 году из 184 человек трудоспособного возраста (от 15 до 64 лет) 142 были экономически активными, 42 — неактивными (показатель активности 77,2 %, в 1999 году — 72,1 %). Из 142 активных трудоспособных жителей работали 137 человек (79 мужчин и 58 женщин), 5 числились безработными (трое мужчин и две женщины). Среди 42 трудоспособных неактивных граждан 21 были учениками либо студентами, 8 — пенсионерами, а ещё 13 — были неактивны в силу других причин.

## Достопримечательности (фотогалерея)

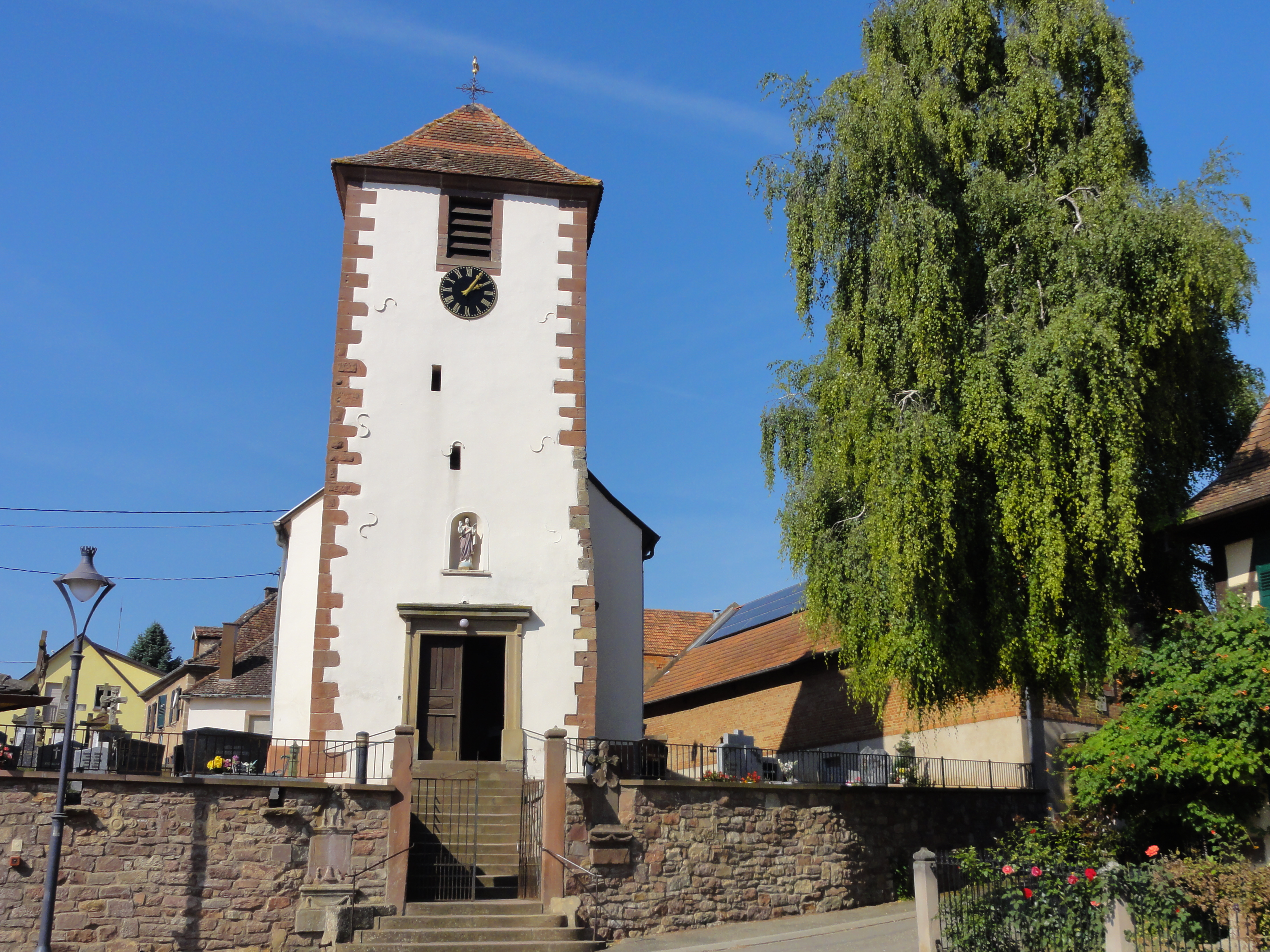
Церковь Сент-Арбогаст
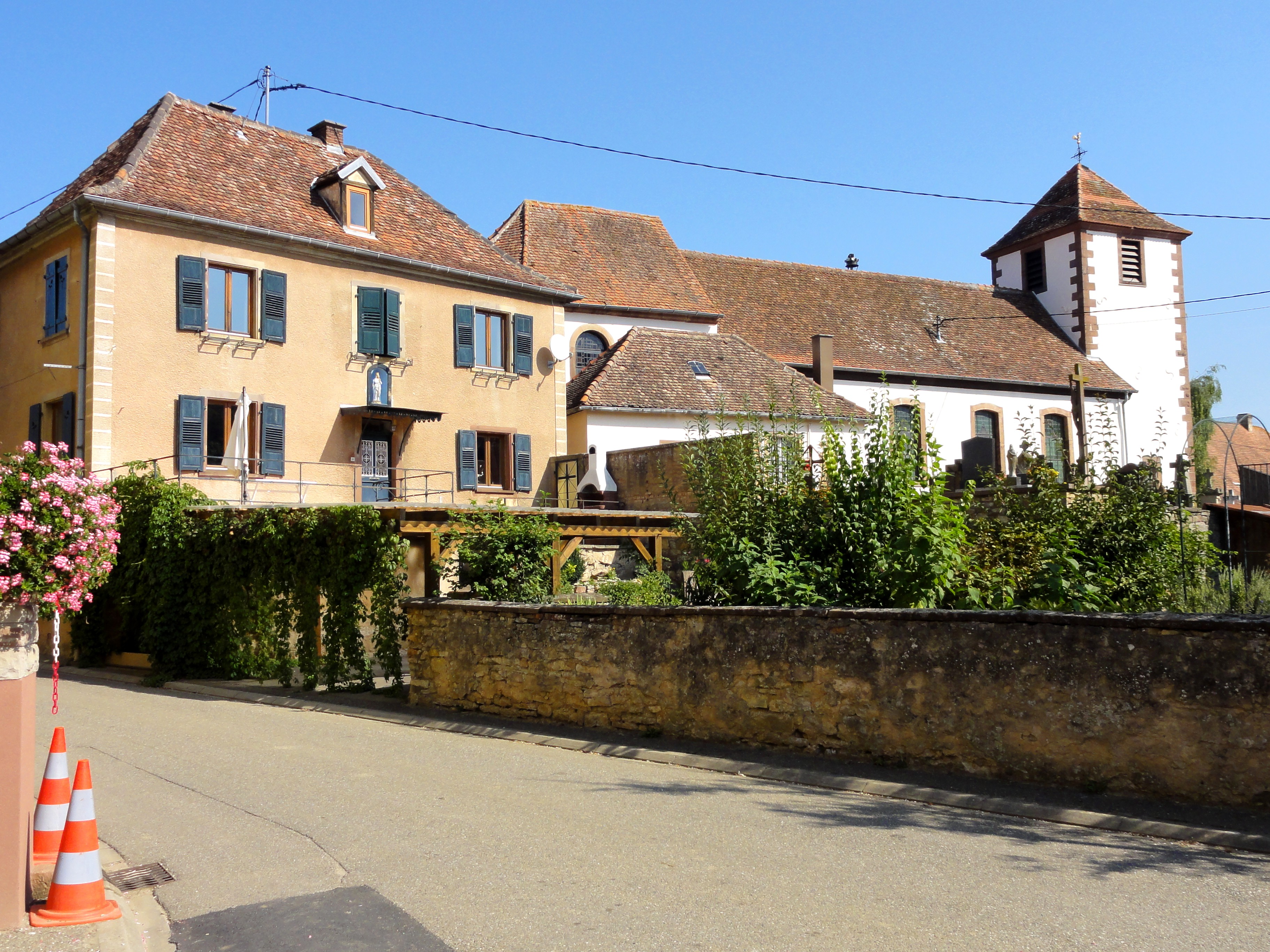
Дом приходского священника
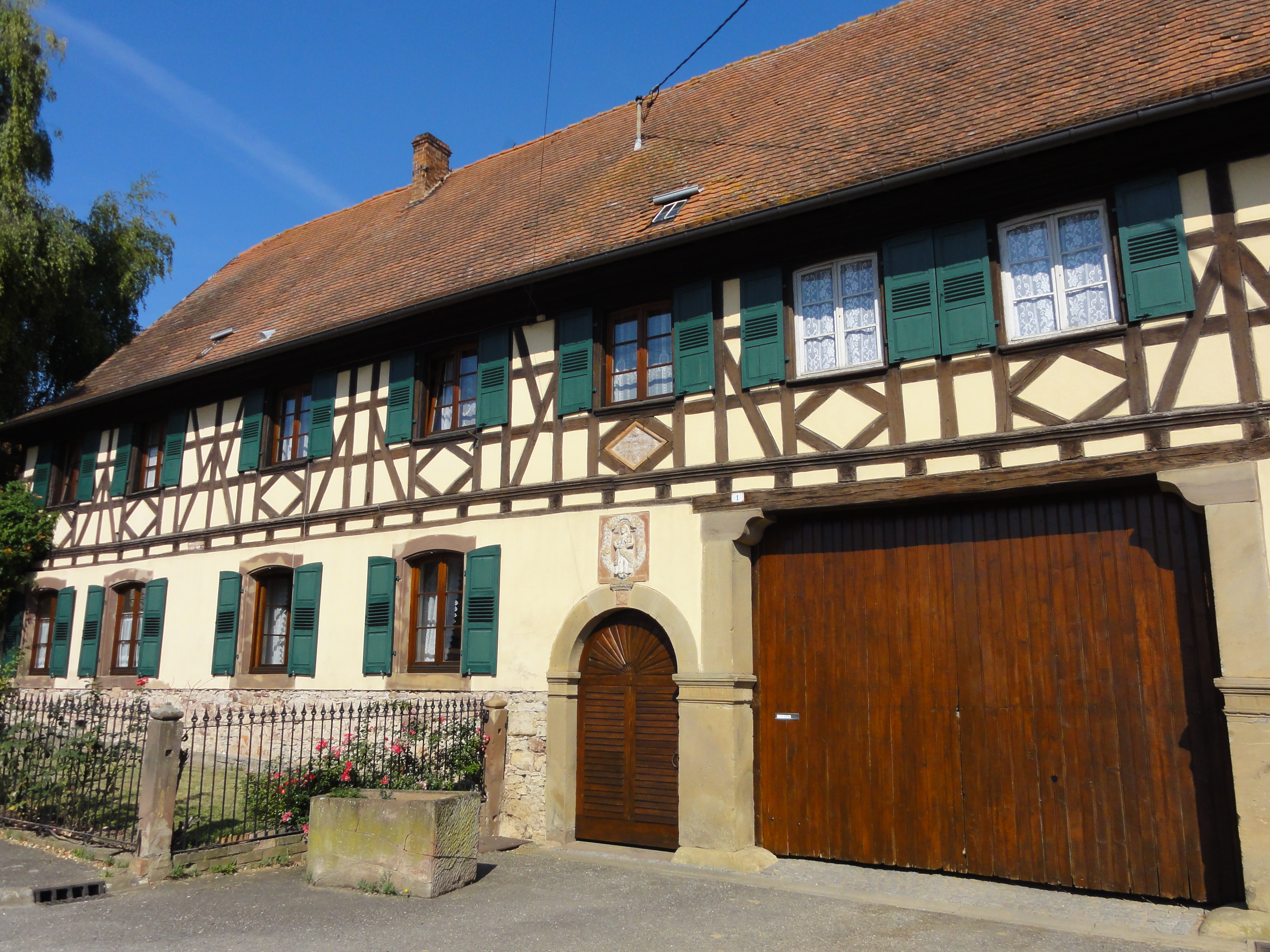
Фахверковый дом